# Empty Walls
Empty Walls è un singolo del cantautore statunitense Serj Tankian, pubblicato il 10 settembre 2007 come secondo estratto dal primo album in studio Elect the Dead.

## Promozione
Inizialmente distribuito per l'airplay radiofonico negli Stati Uniti d'America, il singolo è stato pubblicato anche digitalmente e in seguito anche su supporto fisico.
Una versione acustica del brano è stata inserita nell'edizione speciale di Elect the Dead. Inoltre esistono due remix del brano: il primo, denominato "Victorious Club Mix", è ad opera di DJ Lethal dei Limp Bizkit mentre il secondo, denominato "Dub Remix", è stato realizzato dallo stesso Tankian. Entrambi i remix sono stati inseriti nell'EP Lie Lie Live.

## Video musicale
Il video, diretto da Tony Petrossian e apparso per la prima volta il 26 ottobre 2007 sul sito ufficiale di Tankian, mostra una battaglia tra bambini con armi giocattolo con molte scene che richiamano alla Guerra in Iraq come l'abbattimento di un grosso peluche (riferimento al simbolico abbattimento della statua di Saddam Hussein) e un'imitazione della cattura dello stesso Hussein, oltre a un riferimento alla caduta delle Torri Gemelle visibile all'inizio del video.

## Tracce
CD promozionale (Europa, Stati Uniti)
1. Empty Walls (Radio Edit) – 3:52

CD singolo (Europa, Stati Uniti)
1. Empty Walls – 3:52
2. Gratefully Disappeared – 1:42

7" (Europa, Stati Uniti)
- Lato A

1. Empty Walls – 3:49

- Lato B

1. Empty Walls (Victorious Club Mix) – 5:47

Download digitale
1. Empty Walls – 3:51
2. Gratefully Disappeared – 1:41
3. Empty Walls (Victorious Club Mix) – 5:45

## Formazione
Musicisti
- Serj Tankian – chitarra, basso, pianoforte, voce, sintetizzatore, programmazione della batteria, melodica, campane, effetti sonori
- Brain – batteria
- Dan Monti – chitarra aggiuntiva
- Cameron Stone – violoncello aggiuntivo
- Antonio Pontarelli – violino aggiuntivo

Produzione
- Serj Tankian – produzione, ingegneria del suono
- Dan Monti – ingegneria del suono
- Krish Sharma – ingegneria alla batteria
- Bo Joe – assistenza ingegneria alla batteria
- Neal Avron – missaggio
- Nicholas Fournier – assistenza al missaggio
- Vlado Meller – mastering

## Classifiche
| Classifica (2007)             | Posizione massima |
| ----------------------------- | ----------------- |
| Canada                        | 72                |
| Canada (rock)                 | 17                |
| Stati Uniti                   | 97                |
| Stati Uniti (alternative)     | 3                 |
| Stati Uniti (mainstream rock) | 4                 |